# Перуанський голий собака
Перуанський голий собака — стародавня порода собак з Південної Америки. Входить до 6 секції (Примітивні) 5 групи (північні їздові собаки, шпіци, примітивні, лайки) за класифікацією Міжнародної кінологічної федерації. З'явилася в часи культури Вікус-Моче. Відомий також як «Інкський голий собака», «вірінго», «калато».

## Опис
Існують три різновиди цієї породи: стандартна (висота в холці 50–60 см), середня (40–50) і мініатюрна (той-шоло) (25–40 см). Вага коливається від 4 до 25 кг. Статура витончена, струнка. Вуха помірно довгі, здатні лежати. Шкіра тепла і чутлива, що відповідає синдрому ектодермальної гіпоплазії. Шкіра м'яка, ніжна, червонуватого, білувато-сірого, шоколадно-коричневого кольорів, іноді з дрібними плямочками, частіше на лапах або морді. Язик зазвичай має рожевий колір. Очі більш контрастні за колір шкіри. Шерсть відсутня внаслідок природної мутації (наявності гена Foxi3), окрім чубчика на голові помаранчевого, білого або мідного забарвлення, пучках шерсті на лапах та хвості. Втім нині розводять зовсім безшерстих собак.

## Поведінка
Вірний і добрий собака. Доволі швидко вчиться команд, доволі розумний. Відданий хазяям, є захисником жінок та дітей родини, загалом своєї території. Не любить сторонніх. Водночас доволі жвава, моторна, активна, товариська, не любить перебувати на самоті (від цього страждає), гарно спілкується з іншими собаками та тваринами. Погано переносить низькі температури (мінімально можливі +15 °C), тому для неї шиють спеціальний одяг.

## Стосунки з людиною
Не викликає алергічну реакцію. Необхідний особливий, дуже ретельний догляд за шкірою — регулярно мити водою. Також необхідно слідкувати за її чутливими вухами. Натепер розроблені спеціальні креми для зволожування шкіри собак. Також застосовують кокосову, оливкову олію.

## Історія
Перші відомості стосовно появи цієї породи відносять до III ст., періоду культури Вікус-Моче. Надалі розводилася в часи культур Моче, Сікан, Чиму, Чинча. В часи Моче і Скін її називали «вірінго». В часи інкської імперії ця порода набула найбільшого розвитку, розповсюдилася по всім Андам — від сучасного Еквадору до північних Чилі та Аргентини. Рештки собаки виявлені на висоті 3600 м. Є докази того, що собаки цієї породи є потомками підвиду Canis, які мігрували через Берингову протоку з предками корінних американців.
Інки називали його «альку» та «какльа». В ці часи вважався містичною твариною, був учасником ритуалів та жрецьких церемоній, їх часто ховали разом із господарями. Також андські народи вважали, що цей собака лікує від різних хвороб, зокрема бронхіальної астми та артриту.
З приходом іспанських конкістадорів цю породу почали винищувати, оскільки вважали символом стародавніх інкських традицій та поганських ритуалів. В результаті вона збереглася у віддалених сільських районах Перу. Лише з 2-ї пол. XX ст. почалося відновлення популяції. У 2001 році Національним інститутом культури Перу були встановлені усі місця розповсюдження перуанського голого собаки. Того ж року конгрес Перу визнав собаку національним надбанням. Створюються умови задля його природного розвитку.